# رناتو دهو
رناتو دهو (انگلیسی: Renato Dehò؛ ۱۲ سپتامبر ۱۹۴۶ – ۱ ژوئن ۲۰۱۹) بازیکن فوتبال اهل ایتالیا بود.
از باشگاه‌هایی که در آن بازی کرده‌است می‌توان به باشگاه فوتبال اینتر میلان، باشگاه فوتبال آنکونا، باشگاه فوتبال مونتسا، و باشگاه فوتبال وارزه اشاره کرد.